# Heterargus
Heterargus is een geslacht van kevers uit de familie somberkevers (Zopheridae).

## Soorten
Deze lijst is mogelijk niet compleet.
- H. parallelus
- H. rudis
- H. subaequus